# Federación Internacional de Asociaciones de Anatomistas

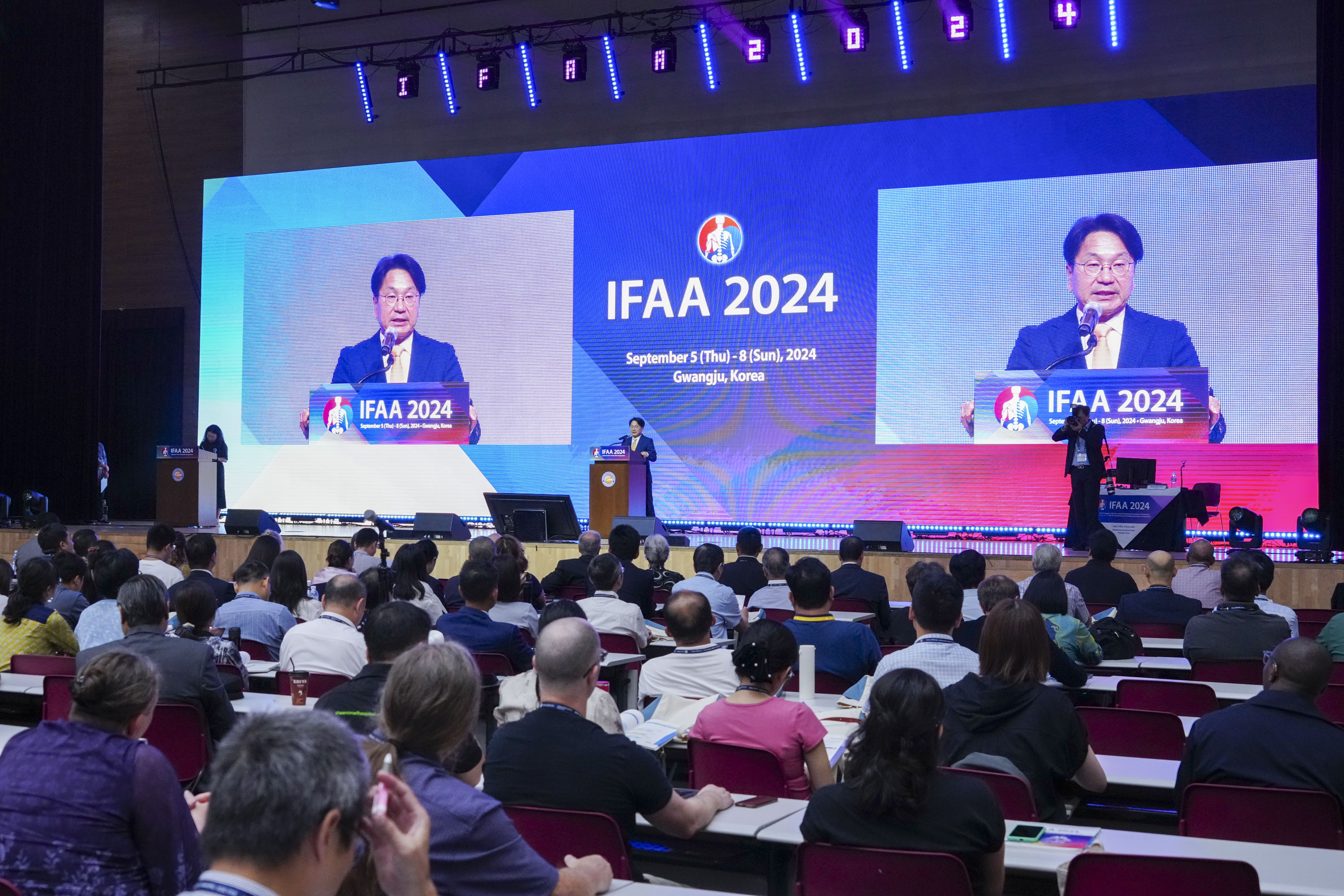
El alcalde de Gwangju pronuncia un discurso de felicitación en el 21 congreso de la Federación Internacional de Asociaciones de Anatomistas

La Federación Internacional de Asociaciones de Anatomistas (IFAA del inglés International Federation of Associations of Anatomists) es una organización científica internacional formada por Asociaciones de Anatomistas de todo el mundo que se dedican al estudio de la anatomía humana y las ciencias biomorfológicas.

## Orígenes y objetivos
En 1903, el profesor Nicolas, de Nancy, Francia, fundó la Federación Internacional de Asociaciones de Anatomistas. El primer Congreso Internacional de Anatomía se celebró en Ginebra dos años después y propuso la realización de cinco conferencias anuales.
En 1989, el Comité Internacional Federativo de Terminología Anatómica (FICAT, por sus siglas en inglés), bajo los auspicios de la IFAA, recibió el encargo de unificar la terminología morfológica internacional (Anatomía, Histología y Embriología), habiendo publicado sus conclusiones a modo de Terminología Anatómica en 1998 y Terminología Histológica en 2008.
Un total de 56 Asociaciones forman parte de la Federación Internacional de Asociaciones de Anatomistas. El IFAA es el cuerpo internacional único que representa todos los aspectos de la anatomía humana y de las asociaciones anatómicas.

## Congresos
- I Congreso - 1905 - Ginebra, Suiza - Prof. D 'Eternod
- II Congreso - 1910 - Bruselas, Bélgica - Prof. Waldeyer
- III Congreso - 1930 - Ámsterdam, Países Bajos - Prof. Van den Broek
- IV Congreso - 1936 - Milán, Italia - Prof. Livini
- V Congreso - 1950 - Oxford, Reino Unido - Prof. Le Gros Clark
- VI Congreso - 1955 - París, Francia - Prof. Collin
- VII Congreso - 1960 - Nueva York, EE. UU. - Prof. Bennett
- VIII Congreso - 1965 - Wiesbaden, Alemania - Prof. Bargmann
- IX Congreso - 1970 - Leningrado, Rusia - Prof. Jdanov
- X Congreso - 1975 - Tokio, Japón - Prof. Nakayama
- XI Congreso - 1980 - Ciudad de México, México - Prof. Acosta Vidrio
- XII Congreso - 1985 - Londres, Reino Unido - Prof. Harrison
- XIII Congreso - 1989 - Río de Janeiro, Brasil - Prof. Moscovici
- XIV Congreso - 1994 - Lisboa, Portugal - Prof. Esperanza Pina
- XV Congreso - 1999 - Roma, Italia
- XVI Congreso - 2004 - Kyoto, Japón
- XVII Congreso - 2009 - Ciudad del Cabo, Sudáfrica
- XVIII Congreso - 2014 - Pequín, RP China
- XIX Congreso - 2019 - Londres, UK - Prof. D. Ceri Davies
- XXI Congreso - 2024 - Gwangju, Corea del Sur- Prof. Seung-Ho Han